# كارير العالمية
الناقلة العالمية أو الناقلة العامة (بالإنجليزية: Universal Carriers) وتسمى «ناقلة البندقية برن» هي ناقلة مدرعة شخصية بريطانية استخدمت في الحرب العالمية الثانية وبعد الحرب بزمن قصير وتم تقليد تصميمها من قبل حلفاء أخرى  مثل أستراليا ونيوزيلندا والجيوش الكندية وبالنسبة لهذه المركبة فقد عرف البريطانيون ما كانوا يصنعون في الوقت الأول فقد خدمت في كل العالم تقريبا في كل جيش حارب في الحرب العالمية الثانية، الناقلات المجنزرة لم تكن شيئا جديدا، نسخة بسيطة ظهرت عند نهاية الحرب العالمية الأولى، لكن أصل هذه الناقلة إذا تتبع يرجع إلى مصنع Ford T-powered Carden-loyd machines ظهر في منتصف الشعرينيات والناقلة الأصل كانت تسمى مارك 4 موديل 1927، عندما تم الاستحواز على شركة كأردن لويد Carden-loyd من قبل شركة فيكرز-أرمسترونج في سنة 1927 الناقلة الصغيرة ذات الرشاش الواحد أصبحت مكون رئيسي للجيش البريطاني واعتبرت نجاحا، لكن رغم ذلك فقد كانت ضعيفة وضيقة وغير جديرة بالثقة لكن مع شيء واحد يميزها أنها كانت رخيصة !
في خطوط التطوير الأخرى النابعة من شركة كأردن لويد تم تطوير دبابات خفيفة ولها مدى تركتورات المدفعية وعرفت باسم التنين ونظرا لوزنها الكبير فقد كانت تحتاج محرك أقوى وأعظم ونظام تعليق مرن وأساسي ركب من قبل شركة هورست مان أكثر التنانين لها محرك 6 سلندر بنزين، وبجانب استخدامها من قبل الجيش البريطاني وكانت تصدر بشكل ناجح لسوق التصدير، ومع ذلك كانت عالية التكلفة وألات متخصصة لذلك فقد اطلقت شركة فيكرز-أرمسترونج مركبة جديدة ومثيرة مع الرقم المطور وسميت D50 في عام 1934.

## فيكرز-أرمسترونج دي 50
هذه المركبة تم توصيلها إلى مؤسسة المكننة التجريبية (MEE) في فارنبورو في بريطانيا حيث تم فحص الألة الجديدة سنة 1935، ظاهريا الفيكرز-أرمسترونج دي 50 لم تبدوا جذابة، جسم المركبة كان محدودا عند مقدمة المركبة حيث المشغلان يعملان، وأيضا المقعدان ضيقان، تقنيا كانت بسيطة، المحرك الموجود في وسط المركبة كان تجاريا اسمه Ford V-8 موصول بأربع سرعات وصندوق سرعة وألة عاكسة كل هذا من شركة Ford. مشكلة واحدة ابتليت بها Carden-loyds والتنانين الخفيفة هي ظاهرة تسمى التوجيه العكسي هذه الظاهرة كانت تنتج عند تقدم المركبة في انحدار وهي تلف إلى الاتجاه المعاكس من الاتجاه المقصود وأحيانا كان لهذه الظاهرة نتائج كارثية، كانت عبارة عن فشل في السيطرة على القابض والكابح العكسي، مع أن السواقين الخبيرين يستطيعون استغلال هذه الظاهرة لمصلحتم. النظام الجديد الذي كان من بنات أفكار السير جون كأردن John Carden رئيس تصميم أ في في AFV في شركة فيكرز ونائبه ليزلي ليتل Leslie Little المبتكر الذي بطريقة عدل مشكلة كانت في المركبة هي التوجيه العكسي وهذا هو النظام الجديد.

## ناقلات مزودة بالرشاشات
و هي (The Machine Gun Carriers)، وقبل أن تمر سنة شركة فيكرز أرمسترونج مولت مركبة ثانية هذه المرة خلال عقد للمكتب الحربي البريطاني هذه الجديدة المدرعة كانت تشبه الدي 50 في بعض جوانب المحرك، أصبح لها 6 من الركاب السائق ومساعده و 4 ركاب اثنين في كل جانب وجندي لتشغيل الرشاش فيكرز، تم تصميم المركبة وفقا لتوصيات نشرت سنة 1935 تحت عنوان (ملاحظات على تجارب المشاة) أو (Notes on Infantry Experiments)
لها سمك درع 6 مم للحماية صغيرة لكنها تستطيع حمل رشاش فيكرز الذي يطلق النيران من المركبة أو يمكن حمله من المركبة مع الطاقم المرتجل من حامل ثلاثي القوائم
الناقلة نو 2 مارك 1 كانت أول مثال لمركبة تدخل الإنتاج الكثيف الذي يمكن تحقيقه بوجود كثير من المصنعين.

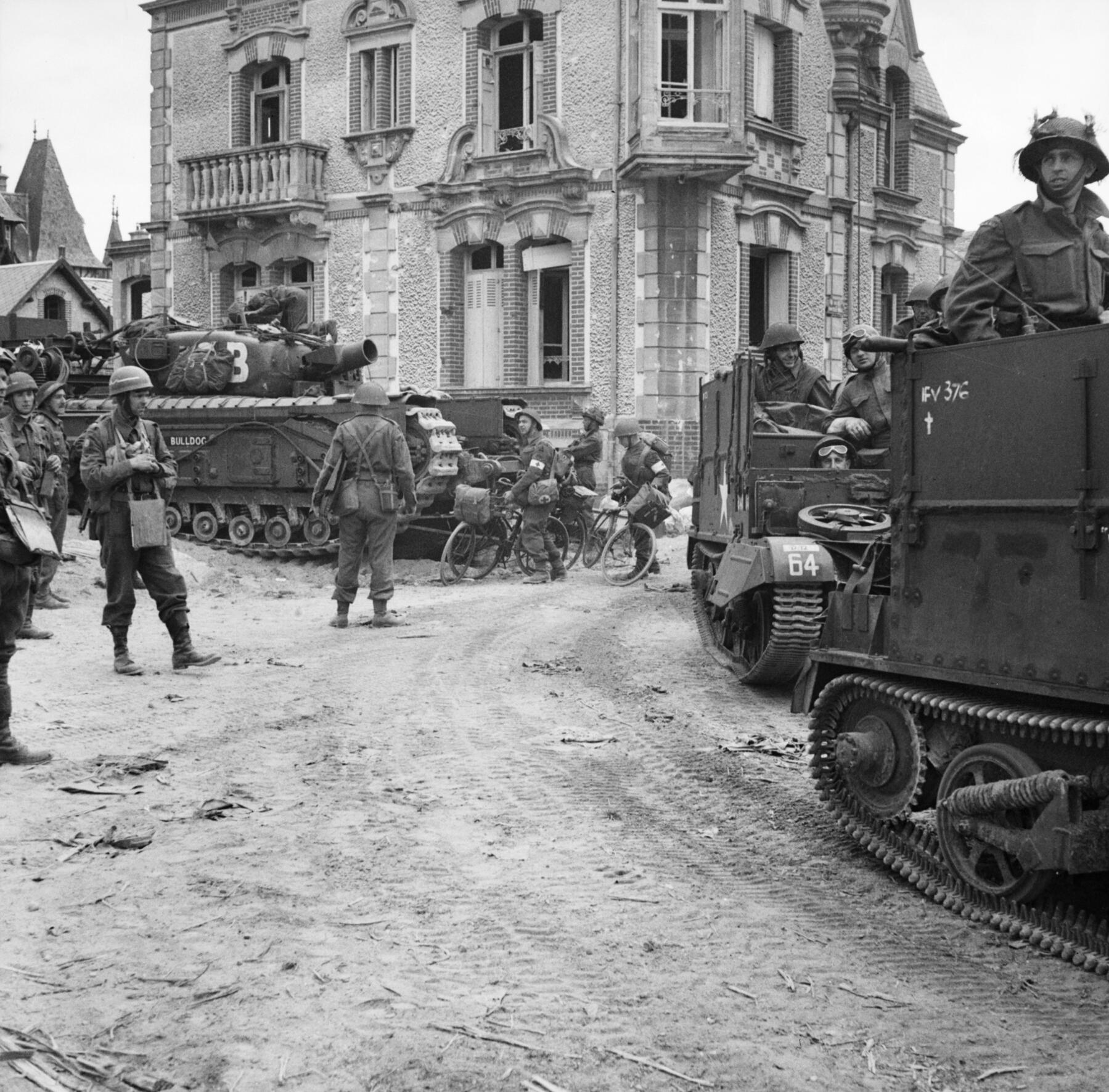

## ناقلات مزودة بالرشاشات 2
الناقلة الثانية تسمى T1830 أصدر للفوج التاسع للفرسان الملكيين (9th Royal Lancers) في سنة 1937 وعند ذلك اكتشف أن الحرارة الصادرة من لمحرك كانت تزعج الركاب الخلفيين وعند ذلك عدلت المركبة وأرسلت إلى مكننة ميسرز نوفيلد المحدودة أو (Messrs Nuffield Mechanisation and Aero Ltd) في برمنغهام حيث تم إنتاج 50 مركبة سنة 1938.
نوعين أخرى ن من المجموعة الأولى للناقلات العالمية تم إعادة صياغتها كنماذج من ناقلات استطلاع جديدة بينما النوع الآخر صدر إما كناقلة مدفع هاون أو ناقلة للمعدات والأجهزة العسكرية وقليل من المعلومات تعرف عن هذين النوعين لكن الحقيقة أنهم نقلوا إلى MEE أو مؤسسة المكننة التجريبية واقترح على أن يشغل النوعين كزوجين دائما، بالنسبة الهاون فهو 3-إنش جديد في الخدمة يتكون من طاقم من 4 أو 5 وترافقها ناقلة الذخيرة ويحمل الهاون بين ناقلتين ويبدو أن هذه الطريقة بدائية ولكن يمكن تفسيرها على أن ناقلة الهاون لم تكن قد طورت بعد.
و النوع الأخير من هذه الألات الجديدة المسمى Carrier,2-pounder Anti-tank صنعت بواسطة مصنع فيكرز-أرمسترونغ في عقد سنة 1936 وقد تم تركيب المدفع البريطاني 2-pdr بدل رشاش فيكرز من الشركة نفسها، وقد تم ارسالها إلى مؤسسة المكننة التجريبية سنة 1938، وقد ركب المدفع على المحرك الذي يقع فب وسط الناقلة وركب على المدفع درع كبير منحني ليحمي مطلق النار من أي نيران معادية الناقلة لها طاقم من 4 السائق والقائد يركبان في الأمام يحميهما من فوقهما حاجز يمكن انزله للحماية ومطلق النار Gunner ومحمل القذائف Loader يجلسون خلف الدرع والأخير أي محمل القذائف له مدخل إلى الذخيرة المحفوظة.
و تم تسليم هذه الناقلة إلى الفوج التاسع للخيالة الملكيين وكانت هذه التشكيلات من الخيالة التي استعملت الدبابات الخفيفة والناقلات في فرنسا سنة 1940 التي جعلت استعمالها جيدا في المدافع ذاتية القذف المضادة للدبابات Self-propelled Anti-Tank Gun
و لم يكن هناك سلاح أفضل من pdr-2 البريطاني وفي النهاية تم الاستغناء عنها للأستراليين والكنديين ليركبوا هذه المدافع على الناقلات ولكنهم أيضا لم يفعلوا ذلك أيضا.

## ناقلات مزودة برشاش برن
في سنة 1935 تبنى مدفع رشاش خفيف جديد اسمه برن Bren Gun لأجل وضعه مكان سلاح لويس الضعيف، وتم تطوير هذا السلاح بناء على التصميم التشيكي، ووزن السلاح الجديد كان 12.6 كغ (28 باوند) ويمكن بسهولة حمله من قبل رجل واحد، وقصة هذا السلاح تبدأ سنة 1930 عندما اقترح رئيس طاقم الجنرال الامبراطوري، المارشال السير جورج ميلن (The Chief of the Imperial General Staff، Field Marshal Sir Goerge Milne) مدفع رشاش للاستخدام الرئيسي له ميزة أنه أخف من المدفع الرشاش لويس قادر على أي يؤدي ما يؤديه الرشاش لويس أو أحسن منه، وأحسن من الرشاش فيكرز الضعيف أيضا وينزع الفيكرز الثقيل من كتائب المشاة ويعطى لكتائب مستقلة، ليس مثل فرق الرشاشات في الحرب العالمية الأولى وفي الوقت نفسه يصدر الرشاش برن إلى فصائل المشاة، المدفع الرشاش فيكرز 303 إنش كان يحتاج على الأقل ثلاث رجال لحمله ومع ذخيرته واسطوانات الماء أيضا ومن سنة 1937 وما بعدها ناقلة الرشاشات تم تبنيها لتحمل الرشاش برن وعندما انتهى العقود التي مدتها سنة واحدة استبدلت كلها بناقلات رشاش برن وكثير من الناقلات القدينة تم إعادة هيكلتها وتعديلها على هيئة الناقلة برن، تم استخدام الناقلة برن في الكتائب بمعدل 10 في كل كتيبة مشاة وتشكل ال 10ناقلات برن فصيلة داخل الكتيبة والناقلة رقم 10 قريبة ومتصلة بالمركز الرئيسي للفصيلة، كل ناقلة برن تحمل ثلاث رجال توزيعهم كالتالي سائق وجنديين اخرين مجهزي الرشاش برن في الناقلة، وأيضا كل ناقلة في قطاع تحمل البندقية بويز المضادة للمدرعات ومن المهم الإشارة أن كل قطاع من المشاة ترافقه أيضا الناقلة برن، والقائد يجب أن يتحكم بهذه الناقلات جيدا.
تم تصميم الناقلة برن بحيث يمكن للطاقم أن يترجل بسرعة ليذهب الطاقم للقتال بسرعة بينما تنسحب الناقلة إلى بر الأمان، وتحت أي ظرف لم يكن من الممكن للسائق أن يغادر ناقلته، وتم وضع الناقلات برن على جوانب الكتيبة وكانت الناقلات قربية من بعضها وتتحرك عبر مخططات باللون الأزرق والأحمر.

## طعم الحرب بشجاعة الملازم كريستوفر فورنيس
لا يوجد مثال لرؤية الفعل العدواني للناقلات من مثال وضع فصيلة الناقلات في الكتيبة الأولى، الحراس الويلزيين (Welsh Guards)
خلال الهروب من مدينة أراس الفرنسية، بعثوا إلى فرنسا كقوات للمقرات الرئيسية (Headquarters) في القوة البريطانية الحاملة (The British Expeditionary Force BEF)، وعندما بدأ الهجوم الألماني على مدينة أراس كان هناك جزء من الحامية في أراس وبعث لواء مدرع في هجوم مضاد (Counter-attack) على الألمان لكن الهجوم المضاد فشل ولم يوجد حل إلا اخلاء الحامية في ماي سنة 1940.
في الصباح الباكر من 24 ماي من نفس السنة كان الضباب قد غطى المنطقة بأكملها ولهذا بعثرت القوات المنسحبة، وأخذ على عاتقه ملازم يسمى كريستوفر فورنيس إخراج القوات المنسحبة بسلام وبسبب الضباب وعلى بعد أميال واجهوا القوات الألمانية ومواقعهم المتحصنين بها وكان يتطلب التفاف عمود كامل من الشاحنات وقتا يؤدي عند انقشاع الضباب على أن يكونوا ضعيفي المؤخرة وسهلي التدمير والقصف لذلك قرر هذا الملازم شغل الألمان بينما تنسحب الشاحنات إلى بر الأمان، مدعوما ببضع الدبابات الخفيفة والناقلات المدرعة قاد هجوما من ناقلته على الموقع الألماني المعادي الذي أثبت على دفاعه القوي وبسبب استخدام الألمان للمدافع المضادة للدبابات تم تدمير وإعطاب الدبابات البريطانية بينما صعب عليها إصابة الناقلات السريعة وأصبحت تدور على الموقع الألماني وهي تقصفه بوابل من الرصاص كمثل الهنود الحمر في أمريكا عندما كانوا يحيطون بدائرة تتحرك العربات القاطرة، ولكن في النهاية لم توجد إلا نتيجة واحدة.
فقد الملازم فورنيس سائقه ومطلق النيران من ناقلته ولكنه بشجاعة ترجل من الناقلة وبدأ هجوم رجل واحد على موقع محصن ومعبأ بالجنود المتحصنين وفقتل وهو يقاتل في معركة بالسلاح الأبيض، ورجعت ناقلتان إلى القتال كانت بعد مقتل الملازم فورنيس ولكنها أيضا دمرت بالمدافع المضادة للدبابات ونتيجة هذه المعركة الملحمية أن قتل 4 جنود من البريطانيين بينهم الملازم و 4 جرحوا و 1 أسر، وقد كرم الملازم فورنيس على شجاعتها بوسام صليب فكتوريا الأول الذي يمنح لقوات الناقلات.

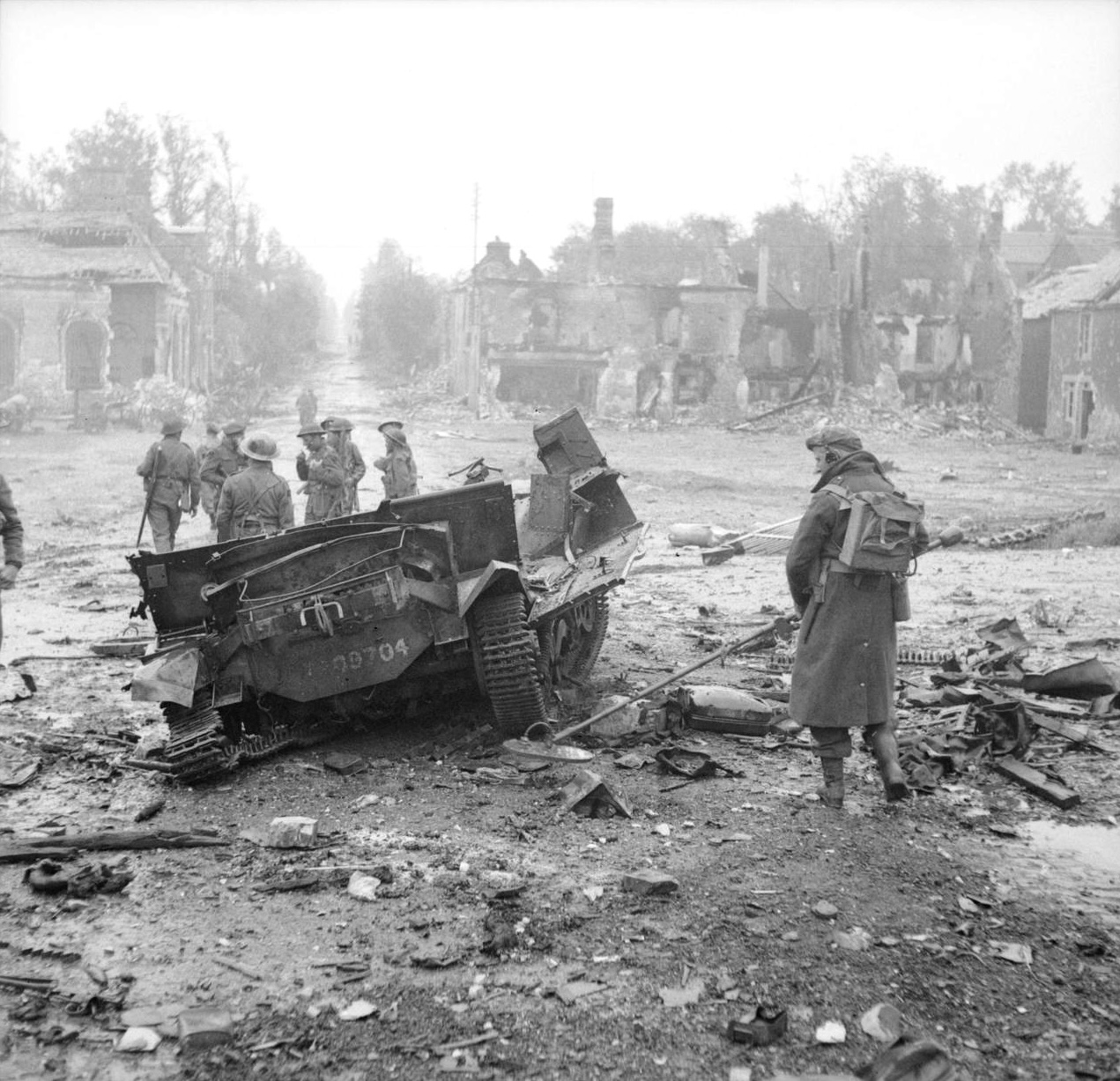
ناقلة اعطبت بواسطة لغم أرضي

## ناقلات الاستطلاع
ناقلة الرشاش برن لم تكن توضع في الجيش كمركبة هجوم (Assault Vehicle)، لكن ناقلة الاستطلاع تستخدم لذلك الغرض حيث تصدر إلى أفواج الخيالة الميكانيكية (The Mechanized Cavalry Regiments) في فرق الاستطلاع التي تتكون من 28 دبابة خفيفة (Light Tank)
و 44 ناقلة استطلاعية.
النماذج لهذه الناقلة تم تنفيذها وصنع حوالي 600 ناقلة استطلاع في نوفيلد وأفلينغ بارفورد، من الناحية التقنية كانت مشابهة لناقلة برن ولكنها تختلف تماما عنها في المؤخرة التي عمليا هي صورة مرأة ومقصورة الطاقم والراكبين أصبحت على يمين المحرك الذي يقع وسط المركبة وخرائن التخزين تم نقلها إلى يسار المحرك وأصبحت مقصورة الركاب أكبر وعلى شكل مربع وسبب هذا الكبر في المؤخرة هو لتركيب راديو وبطاريات إطلاق مختلفة.
الراديو اسمه نو.11 No.11 لكن في القوات البريطانية المحمولة كانت محدودة حيث كل ناقلة تمتلك راديو من ثلات ناقلات أخرى، الناقلة الاستطلاعية يركب عليها البندقية بويز المضادة للمدرعات في الشق الأمامي ورشاش برن قرب المؤخرة التي تطلق منه النيران أي برن بواسطة مشغل الراديو.
أفواج الخيالة الفرقية كانت تنظم على شكل 3 أسراب كل سرب له مركز رئيسي HQ مكون من دبابتين خفيفتين وناقلتي استطلاع زائد قوتين من الدبابات الخفيفة و 4 من الناقلات ويستمر التقسيم إلى 3 مركبات في كل قوة.
و لكن أشارت الفرقة التاسعة عشر والخامسة عشر من فرسان الملك الملكيين (15th/19th King's Royal Hussars) أنه في سنة 1940 جانيواري أكثر مركباتهم كانت محركاتهم ستنتهي وتتوقف إلا أنها استمرت بسبب مهارة الورش البريطانية، وأيضا قالوا أن غطاء المركبة قد خفف بواسطة مجموعتين لكل مركبة.
و قالت فرقة أخرى هي (5th Royal Inniskilling Dragoon Guards) أن البندقية بويز هي من الأسلحة الصغيرة وأزالوا البندقية ومنطقهم يقول:
| كارير العالمية | في القتال المتحرك قوات ناقلات البرن غير الملائمة كانت في وضع سيء ما كانت تفعل إلى مجرد الوقوف أمام المشاة والمركبات الخفيفة، المركبات الخفيفة جدا ونحن لا نستطيع تجميع أي سلاح يمكنه اختراق المدرعات الألمانية. | كارير العالمية |

## أماكن استخدامها

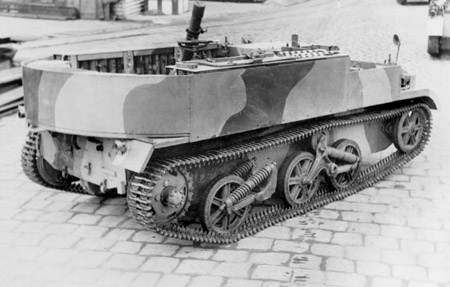
ناقلة أسترالية مزودة بهاون 3-إنش

- الشرق الأوسط : وفقا للتاريخ الرسمي البريطاني سنة 1940 كان هناك 500 ناقلة في مصر
- الدفاع عن بريطانيا العظمى : العدد المحدد والدقيق للناقلات التي فقدت في فرنسا لا يمكن حسابه لأنه في المقام الأول لا يعرف كم ذهب إلى فرنسا منها ولكن يمكن أن نقول أن الحد الأدنى للناقلات المتواحدة هناك كان 1000، وبعد احتلال فرنسا وقبلها كان الوضع في بريطانيا العظمى معقدا بسبب النقص في الرجال والمعدات الذي سبب حقا مشكلة كبيرة
- الشرق الأقصى

تم توصية المصنعين بزيادة سمك الدروع للناقلة العالمية.

## مع المشاة والاستطلاع
على الرغم من أن الناقلة زادت من تعقيدها وحجمها مع مرور الزمن حتى انتهيت الحرب، بالنسبة للمشاة كانوا يقسمون إلى 3 ألوية وتقسم الألوية إلى 3 كتائب، الكتائب المجوقلة Motorized Battalions التي تتكون من لواء مشاة في فرقة مدرعة، حيث يتم تنقل المشاة عبر الشاحنات Lorries وتشكل دور مهم في اللواء المدرع، الكتيبة المجوقلة كانت كالكينوبة عند بدأ هجوم على موقع محصن أو احتلال موقع أو تتصرف كمحور حول الموقع المحدد حيث يمكن للمدرعات أن تناور، وكما قلنا أن الشاحنات هي التي تحمل المشاة إلى الموقع المقصود وتم استبدال هذه الشاحنات بالشاحنات المدرعة نصف المجنزرة، وما يقلقنا هو فصلائل الاستكشاف التي تتألف من فصيلة رئيسية مكونة من سيارتي استكشاف وناقلتين عالميتين ودراجتين ناريتين وثلاث أقسام كل منها توفد 3 ناقلات ودراجة نارية واحدة ولها تعليمات أخرى مذكورة في كتيب التدريب العسكري رقم 41 ودائما الفرقة الاستكشافية لها ثلاث قواعد:
الأولى: الاستطلاع طبعا الثاني: الحماية في حالة الدفاع الثالثة: توفير غطاء ناري للمشاة المهاجمين وأيضا ملئ الفراغ بين المدرعات والجنود الذين يتبعونها، وقاعدة مهمة أن الفرق الاستكشافية يجب ألا تحمل أبدأ دبابات.

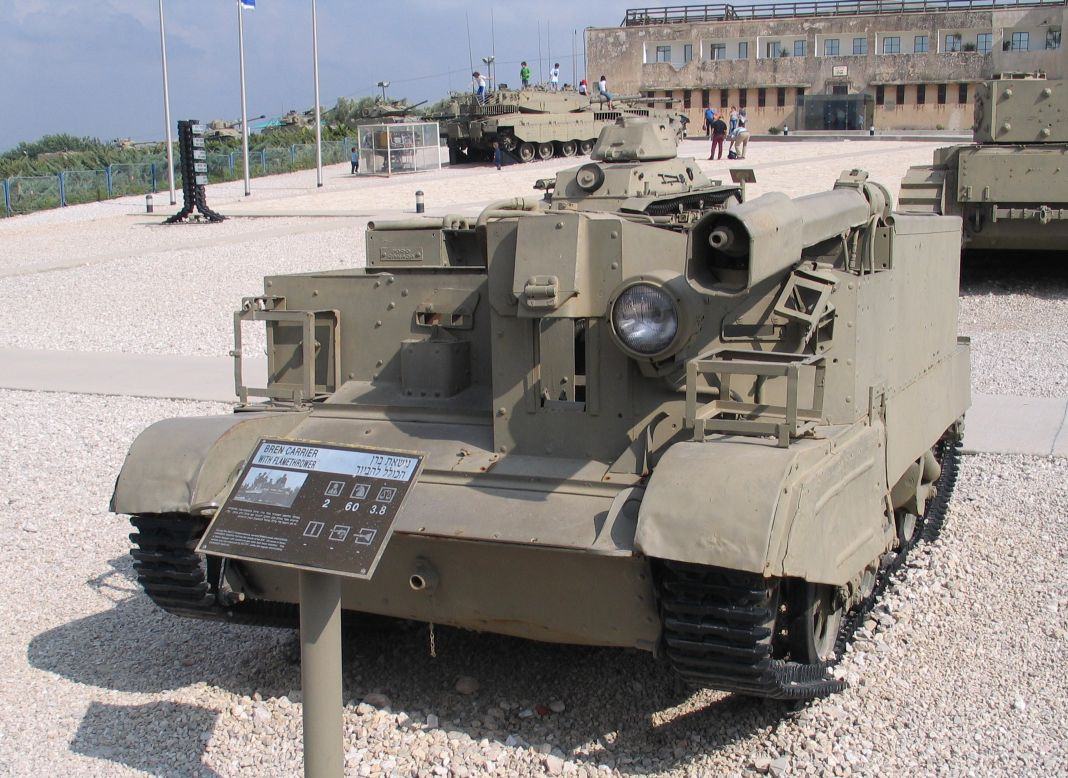
الناقلات العالمية قاذفة اللهب في متحف القوات المدرعة في إسرائيل

## القوة النارية
يوجد كثير من الأشياء التي يحتاجها الجندي بشكل مستمر وفي القتال هناك شيئين: الحماية والقوة النارية ودائما يوجد فرص قليلة لتطوير الدرع أو الحماية مثل ملئ أكياس الرمال ووضعها على الناقلة ! ولكن عندما نأتي القوة النارية نستطيع إبجاد جميع اللازم من السلاح الألماني MG42 أو السلاح الأمريكي براوننج ونوجد مدفع صخم اسمه سولوثيرن 20 مم وهذا هو اللازم فقط لتحويل هذه الناقلة إلى مدمرة دبابات Tank destroyers ويمكن بالنسبة للحماية وضع درع على المقدمة أو المؤخرة ويمكن لهذه المركبات السريعة أن تندفع إلى الدبابات الألمانية وتقصفها بسبب المناورة العالمية التي توفرها في هذه الحالة الصحراء وغبرتها ويوجد مدفع أخر يركب هو سميث الذي يطلق قذائف شديدة الانفجار HEAT تستطيع اختراق درع سماكته 60 مم على بعد 450 م ولكن الأخير لم يتعدَ أوراق العمل، في سنة 1943 MEE سألت لتركيب القاذف بيات عليها لكن المدى المؤثر للقاذف 90 م لم يكن ليصيب دبابة أبعد من هذا المدى وقد قامت القوات الكندية بتركيب 14 قاذف بيات على الناقلة في صفين في كل منها 7 قاذفات.

## وصلات خارجية
- http://www.youtube.com/watch?v=ISQa-Ok6FdM
- http://www.youtube.com/watch?v=Ge2KbNwCYfc&feature=related
- http://www.universalcarrier.co.uk/
- http://www.army.mod.uk/infantry/regiments/10661.aspx

## معرض الصور

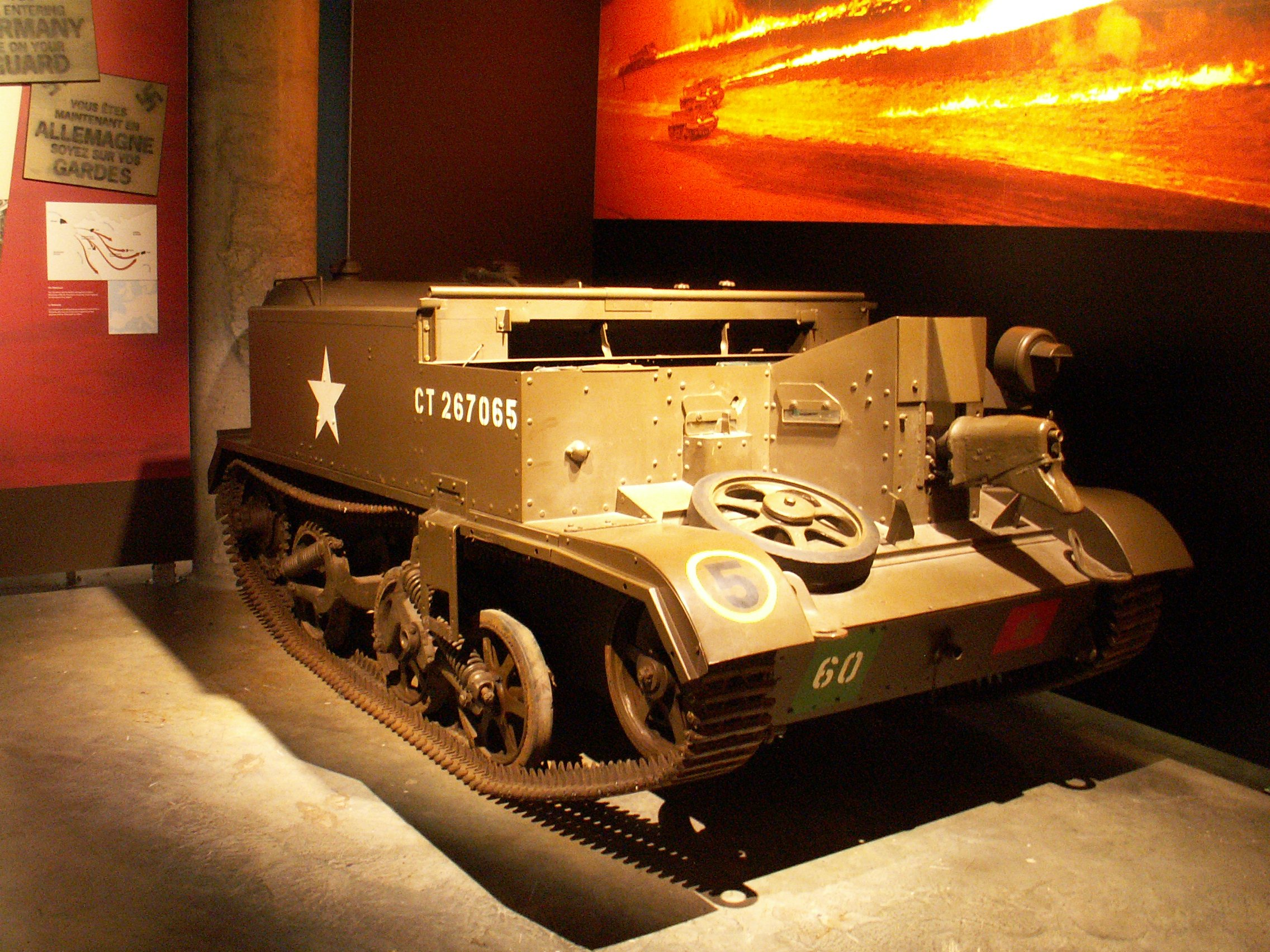
ناقلة قاذفة اللهب
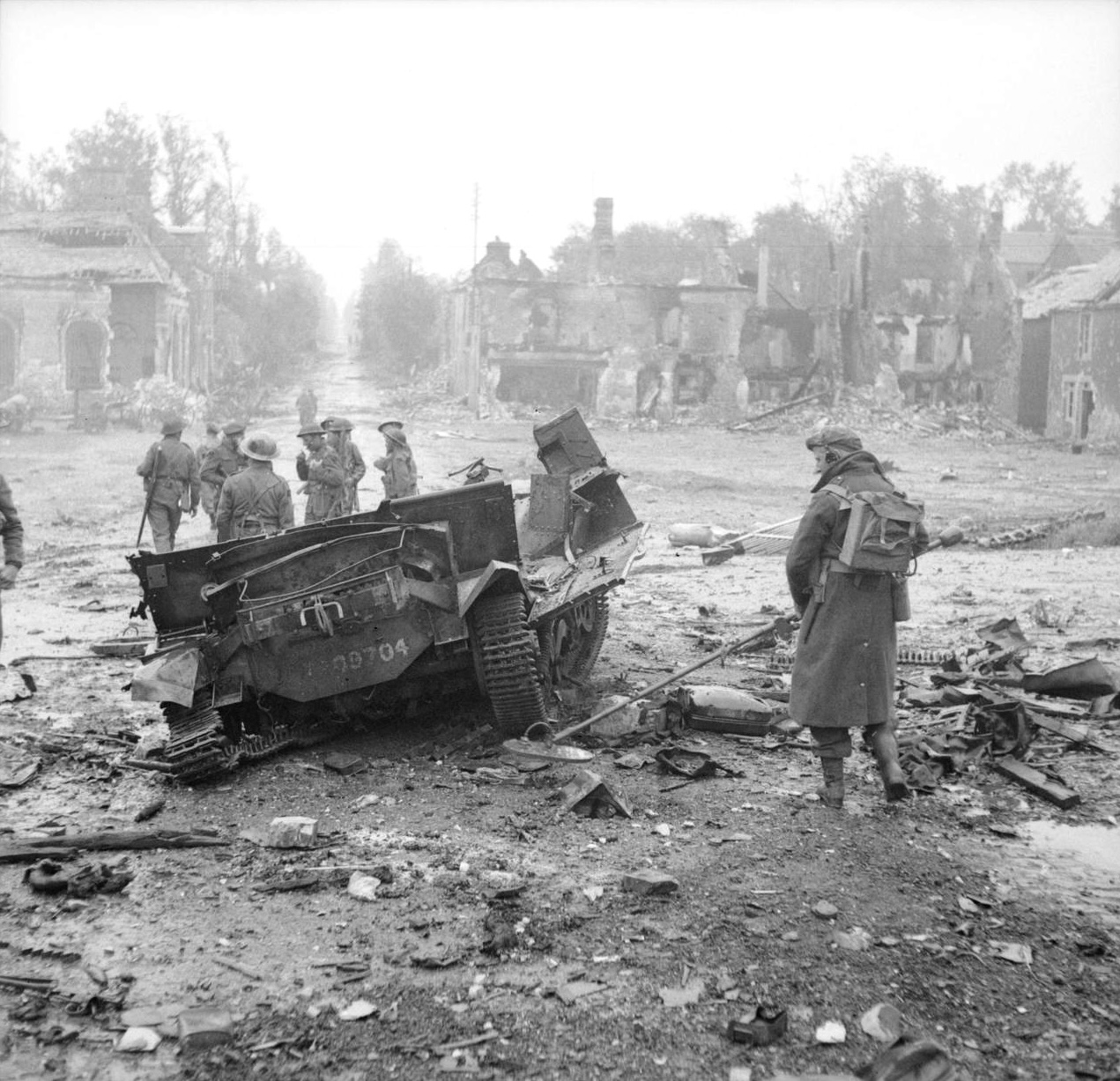
ناقلة معطوبة بلغم
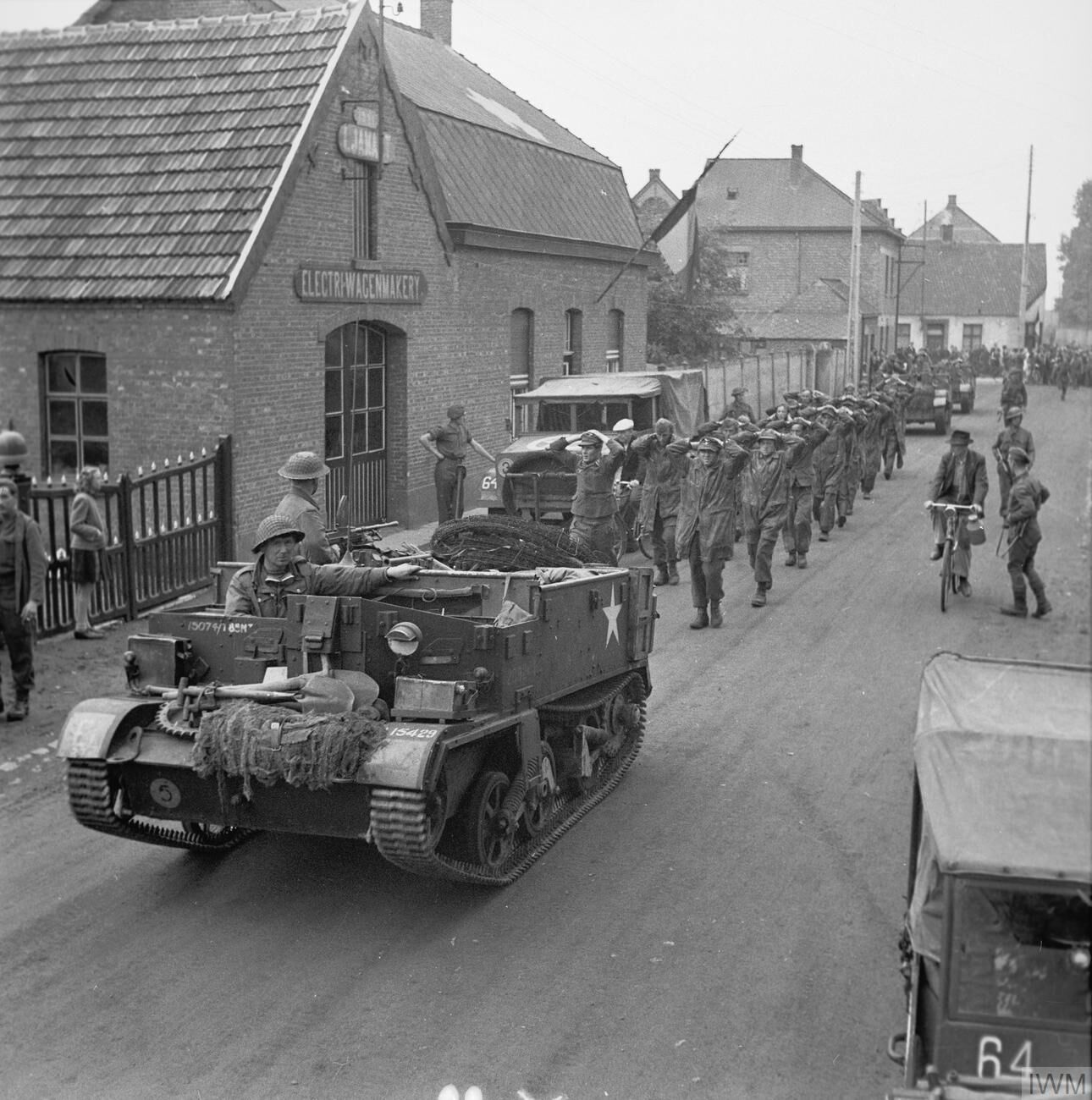
ناقلة الرشاش برن تتقدم مجموعة من الأسرى الألمان